# Guido Palmerucci
Guido Palmerucci, ou Guido di Palmeruccio (1280- v. 1349) est un peintre italien de l'école ombrienne qui a été actif au XIVe siècle, originaire probablement de Gubbio.

## Biographie
Guido Palmerucci est le fils du peintre Palmerino di Guido.

## Œuvres
- Polyptyque, Museo civico, Gubbio
- San Gregorio e Santa Maria Maddalena, panneaux de polyptyque, Pinacoteca Civica di Forlì, avec ou  peut-être de Mello da Gubbio.

## Sources
- (it) Cet article est partiellement ou en totalité issu de l’article de Wikipédia en italien intitulé « Guiduccio Palmerucci » (voir la liste des auteurs).